# ريبنسيا تيميشوارا
نادي ريبنسيا تيميشوارا (بالإنجليزية: Ripensia Timişoara)‏ نادي كرة قدم روماني. تم تأسيس النادي في سنة 1928 وتم حله في سنة 1948.